# Georg Maderholz
Georg Maderholz (* 7. Januar 1881 in Unsernherrn, Landkreis Ingolstadt; † nach 1933) war ein deutscher Politiker (SPD).

## Leben
Nach dem Volksschulabschluss absolvierte Maderholz eine Dreherlehre, besuchte die Fortbildungsschule und arbeitete anschließend in seinem erlernten Beruf. Er war von 1914 bis 1918 Soldat im Ersten Weltkrieg und nahm an der Kämpfen an der Aisne, an der Herbstschlacht in der Champagne und an der Schlacht um Verdun, während derer er schwer verwundet wurde, teil. Für seine Verdienste wurde er mit dem Eisernen Kreuz II. Klasse ausgezeichnet. Nachdem er als Kriegsbeschädigter heimkehrte arbeitete er von 1921 bis 1928 als Fräser und Dreher in Berlin. Von 1928 bis 1933 war er als hauptamtlicher Einkassierer für den Metallarbeiterverband in Berlin tätig.
Maderholz trat in die SPD ein, wechselte 1917 zur USPD über und wurde 1922 erneut Mitglied der Sozialdemokraten. Er gehörte von 1926 bis 1933 der Berliner Stadtverordnetenversammlung an und war von 1928 bis 1933 Abgeordneter des Preußischen Landtages.